# Andrzej Matuszewicz (lekarz)
Andrzej Matuszewicz (ur. 1760 na Litwie, zm. 1816 w Wilnie), lekarz, profesor chirurgii teoretycznej, materii chirurgicznej i akuszerki w Wilnie.

## Dzieła
Ogłosił: 
- Początki nauki położniczej, Wilno 1806;
- O zapaleniu krtani, krup zwanem, Dziennik Wileński, t. 11, 1805.